# Round Robin
Inom datavetenskap är Round Robin en av de enklaste schemaläggningsalgoritmerna för att schemalägga till exempel processer i ett operativsystem. Round Robin baseras på FIFO (First-in-first-out) och leder inte till resurssvält och är mycket enkel att implementera, men kan vara ineffektiv och saknar ganska många funktioner, till exempel prioritering.
Algoritmen fungerar genom att varje enhet som behöver resurstid får en fast tid att jobba på. Därefter får nästa enhet resurstid. När alla som vill ha tid har fått sin tid, så börjar man om igen.
Principen bakom Round Robin är att varje enhet tar sin tur i en cykel, och arbetsbelastningen fördelas jämnt mellan dem.
I nätverkssammanhang, specifikt för belastningsutjämning (load balancing), används Round Robin för att fördela inkommande förfrågningar eller trafik jämnt över flera servrar. När en ny förfrågan kommer in, skickas den till nästa tillgängliga server i listan enligt ordningen, och processen upprepas i en cyklisk ordning. Detta försäkrar att ingen server överbelastas med trafik medan andra är lediga.
För att göra en liknelse till verkligheten kan man se Round Robin som en lite annorlunda kö i en butik. Alla kunder får till exempel en minut på sig att betala. Om kunden inte hinner med alla sina varor får kunden ett kvitto på hittills inslagna varor och får ställa sig sist i kön. Efter en stund får kunden komma fram och fortsätta betala i en minut till. Till sist har kunden fått alla sina varor inslagna och betalat och kan då lämna butiken. Detta kan vara bra för att undvika att en kund står längst fram och aldrig blir klar, medan en person längre bak i kön som bara ska köpa en läsk får vänta i flera timmar.